# MI2
MI2 (British Military Intelligence section 2) var en del av det brittiska krigdsdepartementet. MI2 samlade in geografisk information enligt följande uppdelning med ansvarsområden:
- MI2a: Nord- och Sydamerika (exklusive Kanada), Spanien, Portugal, Italien, Liberia, Tangier och Balkan
- MI2b: Ottomanska imperiet, Kaukasus, Arabien, Sinaihalvön, Abyssinien och Nordafrika (exklusive Franska och Spanska besittningar, samt Egypten och Sudan).